# Gestern, heute und morgen (1963)
Gestern, heute und morgen (Originaltitel: Ieri, oggi e domani) ist der deutsche Titel eines Films aus dem Jahr 1963, der unter der Regie des Italieners Vittorio De Sica entstand und aus drei kurzen Episoden besteht. Als Schauplätze dienen Neapel, Mailand und Rom. In den Episoden werden drei unterschiedliche Frauenprofile aus dem „Gestern“, dem „Heute“ und dem „Morgen“ Italiens vorgestellt.

## Handlung
Die erste Episode (Buch: Eduardo De Filippo, Mitarbeit Isabella Quarantotti) erzählt die Geschichte von Adelina, die im neapolitanischen Armenviertel Forcella wohnt. Adelina handelt mit Schmuggelzigaretten, kann aber trotz allem ihre Schulden nicht bezahlen, und die Wohnung ihres Ehemannes Carmine und ihr gibt nichts her, was zu pfänden wäre. Sie soll verhaftet werden, damit sie die Schulden im Gefängnis abtragen kann. Sie findet jedoch heraus, dass schwangere Frauen nicht inhaftiert werden dürfen und bis sechs Monate nach der Niederkunft einer Schonfrist unterliegen. Nach der Geburt des siebten Kindes hat ihr Mann allerdings keine Lust mehr auf Sex mit ihr, Adelina kann kein Attest vorweisen und soll nun endgültig ins Gefängnis. Sie wendet sich hilfesuchend an die Neapolitaner, die Geld sammeln, um sie vor dem Gefängnis zu bewahren. Die Episode endet mit einem großen Fest für Adelina, ihren Mann und die sieben Kinder.
Der zweiten Episode (Buch: Cesare Zavattini und Bella Billa) liegt Alberto Moravias Erzählung Troppo ricca zugrunde. Anna Molteni aus dem wirtschaftlich aufstrebenden Mailand ist eine gelangweilte Industriellengattin, die den jungen Schriftsteller Renzo zum Geliebten hat. Während eines gemeinsamen Ausflugs mit ihrem Luxusauto, das ihr Liebhaber steuert, weicht dieser einem Straßenjungen aus und verursacht dabei einen Blechschaden. Anna beschimpft ihn, und Renzo erkennt, dass Anna nur an materiellen Gütern hängt und ihr Gerede von einem neuen Sinn in ihrem Leben nur vorgetäuscht war. Anna fährt mit einem reichen Kavalier zurück nach Mailand, während Renzo auf die Monteure der Autowerkstatt wartet.
Die dritte Episode (Buch: Cesare Zavattini) spielt in Rom. Die hübsche Mara arbeitet in der Nähe der Piazza Navona als Prostituierte und der Ministersohn Augusto Rusconi ist ihr Dauergast. Umberto, ein angehender Priester, beobachtet Mara vom Nachbarbalkon aus, verliebt sich in sie trotz der Gerüchte um ihren Lebenswandel und beginnt zum Leidwesen seiner Großmutter, über seine Berufung nachzudenken. Schließlich erklärt ihm Mara noch einmal, dass sie als Prostituierte arbeitet. Um Umberto wieder auf den „rechten Weg“ zu bringen, legt Mara für ihn und seine Großmutter ein einwöchiges Keuschheitsgelübde ab. Rusconi versucht nach dem Zwischenspiel mit Umberto, Mara erneut für sich zu gewinnen, muss aber wegen des Gelübdes eine Woche warten.

## Auszeichnungen
Der Film gewann im Jahr 1964 gemeinsam mit Luigi Comencinis Zwei Tage und zwei Nächte und Pietro Germis Verführung auf italienisch den italienischen Filmpreis David di Donatello.
Bei der Verleihung der Golden Globes 1964 erhielt der Film den Samuel-Goldwyn-Preis. Bei der Oscarverleihung 1965 (offizielle Zählung 1964) wurde Gestern, heute und morgen als Bester fremdsprachiger Film ausgezeichnet. Marcello Mastroianni gewann den British Film Academy Award als Bester ausländischer Darsteller.

## Kritik
„Die früheren Exponenten des Neorealismus Zavattini und de Sica liefern hier weitgehend belanglose Geschichten in einer derb-oberflächlichen Inszenierung.“